# Carmen Ibarlucea
Carmen Ibarlucea Paredes (La Serena, Chile, 1966) es una escritora, narradora oral y ecofeminista. Es conocida principalmente por su libro Diez cuentos del mundo que ayudan a educar(nos) y  Las tres ceditas y la inspectora medioambiental, también por su activismo en diferentes causas que abarcan los DDHH, la ecología y los derechos de los animales. Su actividad profesional ha abordado la narración oral, el periodismo, el relato breve y el guion cinematográfico. Reside en Extremadura desde el año 2000.

## Narradora oral
Trabaja como narradora oral desde el año 2002. Ha contado cuentos y realizado talleres de narración y de animación a la lectura para diferentes entidades entre ellas el Instituto Internacional del Teatro del Mediterráneo (ITTM), la Fundación Germán Sánchez Ruipérez o el Centro Andaluz de las Letras.
Basa su trabajo en la participación reflexiva siguiendo en parte el modelo de Filosofía para niñ@s.
Ha contado y cuenta en España, Portugal, Marruecos, EE. UU. y México. 
Desde septiembre de 2014 a abril de 2018 ha tenido un microespacio semanal en el magazine radiofónico El sol sale por el oeste de Canal Extremadura Radio. También ha colaborado en Paneta Latino Radio (plradio.online) con el programa "Ortigas y rosas. Mezcladas andan las cosas" 

## Escritora
La dislexia marcó su desempeño en el sistema educativo, pero reconoce haber sido mejor lectora que estudiante. Desde siempre quiso ser escritora.
Su primera publicación fue Diez cuentos del mundo que ayudan a educar(nos) en el año 2002. Una herramienta de educación en valores a través de la narración oral. Un libro editado en Extremadura que ha vendido 10.000 ejemplares en el estado español y es usado en escuelas populares de Honduras como libro de texto.
Ha incursionado en la narración infantil, en la poesía infantil, el teatro infantil, la biografía, el relato breve y el guion cinematográfico. Su blog es http://www.carmenibarlucea.com.
Escribe de forma regular en dos medios de periodismo digital ElDiaro.es y El Salto (diario) en este último sobre todo en el blog INFOAnimal. 
Ha publicado relatos breves en el periódico HOY Extremadura en su edición en papel, en agosto de 2024. 

## Activista
Comenzó siendo parte del movimiento de insumisión en Madrid en 1987.
Entre 1991 a 1992 colaboró con el Obispado de Valdivia (Chile) en un programa de acompañamiento a Madres adolescentes. 
A su regreso de Chile en 1992 se integró en la ONGD Organización de Cooperación y Solidaridad Internacional - Asociación Misionera Seglar (OCSI/AMS).
Fue una de las personas impulsora de Red de Economía Alternativa y Solidaria (REAS) en Madrid en el año 1998.
En Extremadura ha colaborado activamente con la Plataforma del Voluntariado y la Coordinadora de ONGD´s
En 2002, tras desescolarizar a sus hijos a causa de la dislexia heredada, fue junto a su marido, Juan Carlos Vila, parte del grupo de 13 familias que crearon la Asociación para la Libre Educación (ALE), una asociación estatal que trabaja por el reconocimiento legal de la opción de educar fuera de las aulas. 
Impulsora de la Asociación Cultural Tremn, ya desaparecida, recibió el premio de Derechos Humanos 2008: “Libertad”, otorgado por la Asociación de Derechos Humanos de Extremadura (ADHEx), por el taller Arte y Pensamiento en el Centro Penitenciario de Badajoz (2006-2008).
En  2011 entró en el partido ecologista Verdes Equo. En abril de 2013 fue nombrada coportavoz regional junto a Nicolás Paz. En las elecciones a la Asamblea de Extremadura de 2015 fue candidata a la presidencia de Extremadura en la candidatura de confluencia Adelante Extremadura.
Fue miembro de la Comisión Ejecutiva Federal de Verdes Equo, de noviembre de 2016 a octubre de 2017. 
Tras su salida de la política, se ha implicado más en el activismo antiespecista. Del 2017 al 2020 fue presidenta de la Plataforma La Tortura No Es Cultura.
Actualmente es portavoz del Foro Extremeño Antinuclear y es parte de la Plataforma Defensa Animal Extremeña y de Extremadura Ecofeminista 

## Libros
- Diez cuentos del mundo que ayudan a educar(nos) Cáceres Bonhomía Editorial 2025 ISBN9788412712308
- Suhaila y el agua de la vida. Badajoz: Federación  ASDE Scouts de Extremadura 2024
- Aventura en el campamento. Badajoz: Federación ASDE Scouts de Extremadura. 2023. ISBN 978-84-09-47427-1.
- Ver-De. Madrid: Amargord. 2023. ISBN 978-84-120314-7-8.
- 37 días. Diario literario de una radioterapia. Mérida: Editora Regional Extremadura. 2022. ISBN 9788498527094.
- Ese silencio exigente. Madrid: Amargord. 2020. ISBN 9788412272833.
- Lulú y mi papá. Madrid: Amargord Ediciones. 2017. ISBN 9788416762767.
- Frágiles biografías. Madrid: Amargord. 2015. ISBN 9788416149858.
- Cuentos del Hada Encantada. Badajoz: Cuadern@ Maestr@. 2014. ISBN 9788494020919.
- Las tres ceditas y la inspectora mediambiental. Badajoz: Asociación Cultural Tremn. 2008. ISBN 9788493295530. .
- ¡Cuéntalo tú! - Cuatro cuentos del mundo para primeros lectores. Badajoz: Asociación Cultural Tremn. 2006. ISBN 8493295531.
- Simone Weil. Madrid: Fundación Emmanuel Mounier. 2005. ISBN 9788495334923.
- Cuentos del mundo con dios al fondo. Badajoz: Asociación Cultural Tremn. 2004. ISBN 8493295507.
- Diez cuentos del mundo que ayudan a educar(nos). Badajoz: Asociación Cultural Tremn. 2003. ISBN 9788493295509.

## Cortometraje
- Artículo 13,[11] dirigido por Jezabel Martínez y financiado por la Diputación de Badajoz y la Asociación Cuadern@ Maestr@. 13 minutos donde nada es lo que parece.
- En preparación Teresas: hoy, ayer y mañana.